# Johan Boskamp
Johan Boskamp (Rotterdam, 1948. október 21. –) világbajnoki ezüstérmes holland labdarúgó, középpályás.

## Pályafutása

### Klubcsapatban
1955-ben az RVV HOV csapatában kezdte a labdarúgást, ahonnan 1965-ben igazolt a Feyenoord korosztályos csapatához. Itt 1966-ban mutatkozott be az első csapatban. Az 1969–70-es idényben kölcsönben a Holland Sport együttesében szerepelt. A Feyenoorddal három bajnoki címet és egy holland kupa győzelmet szerzett. Tagja volt az 1970-es interkontinentális kupa és az 1973–74-es UEFA-kupa győztes csapatnak. 1974-ben a belga Molenbeekhez szerződött. Az első idényben bajnok és kupagyőztes lett a csapattal. Nyolc idény után, 1982-ben a Lierse játékosa lett, ahol két szezonon át szerepelt, majd 1984-ben visszavonult.

### A válogatottban
1978-ban két alkalommal szerepelt a holland válogatottban. Tagja volt az 1978-as világbajnoki ezüstérmes csapatnak, de pályára nem lépett a tornán.

### Edzőként
1981-ben még a Molenbeek játékosaként rövid ideig a csapat vezetőedzője is volt. 1984-ben visszavonulása után utolsó klubja, a Lierse vezetőedzője lett. Itt három idényen át tevékenykedett. 1988–89-ben az FCV Dender EH, 1989 és 1992 között a Beveren, 1992–93-ban a Kortrijk szakmai munkáját irányította. 1993 és 1997 között az Anderlecht vezetőedzője és volt és három bajnoki címet nyert a csapattal. 1997–98-ban a Gent együttesénél folytatta edzői pályafutását. 1999-ben Grúziban dolgozott. Először a Dinamo Tbiliszi csapatával szerzett bajnoki címet, majd a grúz válogatott szövetségi kapitánya volt. A 2000–01-es idényre visszatért Belgiumba a Genk csapatánál dolgozott. 2001–02-ben az Egyesült Arab Emírségekbeli Al Wasl, 2004–05-ben a kuvaiti Kazma, 2005–06-ban az angol Stoke City szakmai munkáját irányította. 2006-ban ismét visszatért Belgiumba. 2006-ban a Standard Liège, 2007 és 2009 között ismét az FCV Dender EH, 2009-ben Beveren vezetőedzője volt.

## Sikerei, díjai

### Játékosként
Hollandia
- Világbajnokság
  - ezüstérmes: 1978, Argentína

 Feyenoord
- Holland bajnokság
  - bajnok: 1968–69, 1970–71, 1973–74
- Holland kupa (KNVB beker)
  - győztes: 1969
- Interkontinentális kupa
  - győztes: 1970
- UEFA-kupa
  - győztes: 1973–74

 Molenbeek
- Belga bajnokság
  - bajnok: 1974–75
- Belga kupa (Beker van België / Coupe de Belgique)
  - győztes: 1975

### Edzőként
Anderlecht
- Belga bajnokság
  - bajnok: 1992–93, 1993–94, 1994–95

 Dinamo Tbiliszi
- Grúz bajnokság (Umaglesi Liga)
  - bajnok: 1998–99

## Statisztika

### Mérkőzései a holland válogatottban
| Hollandia | Hollandia        | Hollandia                                  | Hollandia | Hollandia | Hollandia | Hollandia     | Hollandia | Hollandia |
| #         | Dátum            | Helyszín                                   | Hazai     | Eredmény  | Vendég    | Kiírás        | Gólok     | Esemény   |
| --------- | ---------------- | ------------------------------------------ | --------- | --------- | --------- | ------------- | --------- | --------- |
| 1.        | 1978. április 5. | Tunisz, Stade El Menzah                    | Tunézia   | 0 – 4     | Hollandia | barátságos    | -         | 65'       |
| 2.        | 1978. június 11. | Mendoza, Estadio Malvinas Argentinas (ARG) | Hollandia | 2 – 3     | Skócia    | vb-csoportkör | -         | 10'       |
|           | Összesen         |                                            |           | 2         | mérkőzés  |               | 0         | gól       |